# Königswinter
Königswinter è una città della Renania Settentrionale-Vestfalia, in Germania.
Appartiene al circondario (Kreis) del Reno-Sieg (targa SU).
Königswinter si fregia del titolo di "Media città di circondario" (Mittlere kreisangehörige Stadt).

## Luoghi d'interesse storico e artistico

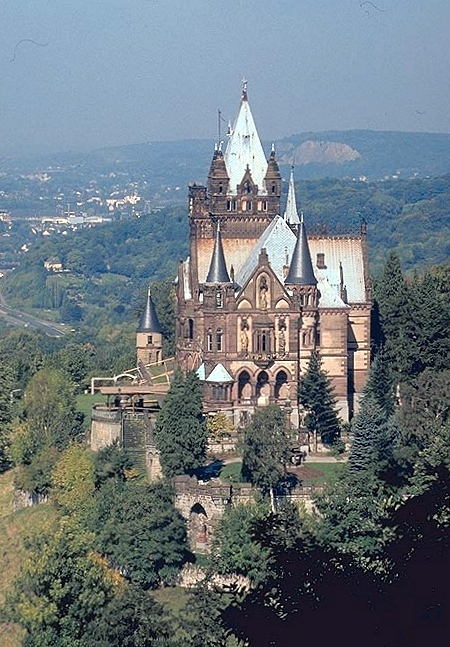
Schloss Drachenburg

- Castello di Drachenburg

## Amministrazione

### Gemellaggi
La città di Königswinter è gemellata con :
- Cognac, dal 1989
- Cleethorpes, dal 1974